# Neutrik
Neutrik — компания из Лихтенштейна, которая производит разъемы, используемые в студиях звукозаписи и видеозаписи, а также в концертных звуковых и осветительных системах. Ассортимент продукции включает разъемы типа XLR, разъемы SpeakON, разъемы powerCON, разъемы etherCON, патч-боксы, разъемы BNC и специальные разъемы для промышленного применения.
Neutrik была основана в 1975 году Бернхардом Вайнгартнером, бывшим инженером AKG.
У нее есть дочерние компании (вместе называемые Neutrik Group) в США, Великобритании, Швейцарии, Франции, Японии, Китае и Германии, а также дистрибьюторы в более чем 80 странах.
Штаб-квартира компании находится в Шаане, Лихтенштейн.